# Kids' Choice Awards 1996
L'8ª edizione dei Nickelodeon Kids' Choice Awards si è svolta il 11 maggio 1996 presso l'Universal Studios Hollywood, nella contea di Los Angeles. L'edizione è stata presentata da Whitney Houston e Rosie O'Donnell, divenendo quest'ultima la prima conduttrice a presiedere più di un'edizione dei Kids' Choice Awards.
Sul palco della premiazione si sono esibiti i seguenti artisti: Whitney Houston col brano "I'm Every Woman", gli All-4-One con "These Arms", Monica con "Before You Walk Out of My Life" e i BoDeans con "Closer to Free".

## Candidature
I vincitori sono indicati grassetto.

### Televisione

#### Serie TV preferita
- Quell'uragano di papà
- Willy, il principe di Bel-Air
- Otto sotto un tetto
- Sister, Sister

#### Attore televisivo preferito
- Tim Allen – Quell'uragano di papà
- Martin Lawrence – Martin
- Will Smith – Willy, il principe di Bel-Air
- Jaleel White – Otto sotto un tetto

#### Attrice televisiva preferita
- Tia e Tamera Mowry – Sister, Sister
- Tatyana Ali – Willy, il principe di Bel-Air
- Roseanne Barr – Pappa e ciccia
- Queen Latifah – Living Single

#### Serie animata preferita
- I Rugrats
- I Simpson
- Animaniacs
- Doug

### Cinema

#### Film preferito
- Ace Ventura - Missione Africa (Ace Ventura: When Nature Calls), regia di Steve Oedekerk
- Casper, regia di Brad Silberling
- Toy Story - Il mondo dei giocattoli (Toy Story), regia di John Lasseter
- Batman Forever, regia di Joel Schumacher

#### Attore cinematografico preferito
- Jim Carrey  – Batman Forever e Ace Ventura - Missione Africa
- Tom Hanks – Apollo 13
- Jonathan Taylor Thomas – Le avventure di Tom Sawyer e Huck Finn
- Robin Williams – Jumanji

#### Attrice cinematografica preferita
- Mary-Kate e Ashley Olsen – Matrimonio a 4 mani
- Kirstie Alley – Matrimonio a 4 mani
- Nicole Kidman – Batman Forever
- Alicia Silverstone – Ragazze a Beverly Hills

### Musica

#### Gruppo musicale preferito
- TLC
- All-4-One
- Boyz II Men
- Green Day

#### Cantante preferito
- Brandy
- Coolio
- Janet Jackson
- Michael Jackson

#### Canzone preferita
- Gangsta's Paradise – Coolio
- Baby – Brandy
- One Sweet Day – Mariah Carey e Boyz II Men
- Waterfalls – TLC

### Sport

#### Atleta maschile preferito
- Michael Jordan
- Shaquille O'Neal
- Troy Aikman
- Emmitt Smith

#### Atleta femminile preferita
- Kristi Yamaguchi
- Shannon Miller
- Nicole Bobek
- Nancy Kerrigan

#### Squadra sportiva preferita
- Orlando Magic
- Atlanta Braves
- Dallas Cowboys
- San Francisco 49ers

### Miscellanea

#### Videogioco preferito
- Donkey Kong Country
- Ms. Pac-Man
- Tiny Toon Adventures: Buster Busts Loose!
- X-Men: Children of the Atom

#### Celebrità animale preferita
- Willy – Free Willy 2
- Amy – Congo
- Babe – Babe - Maialino coraggioso
- Marcel – Friends

#### Libro preferito
- Tales to Give You Goosebumps Special Edition #1, dalla serie Piccoli brividi
- The Babysitter IV, di R.L. Stine
- The Indian in the Cupboard
- Pocahontas - versione illustrata

### Hall of Fame
- Tim Allen
- Whoopi Goldberg
- Whitney Houston
- Janet Jackson